# Lindbergh (Mondkrater)
Lindbergh ist ein Einschlagkrater auf der Mondvorderseite in der Ebene des Mare Fecunditatis, westlich des Kraters Bilharz.
Der schüsselförmige Krater ist kaum erodiert.
Der Krater wurde 1976 von der IAU nach dem amerikanischen Flugpionier Charles Lindbergh offiziell benannt.